# Crisp megye
Crisp megye az Amerikai Egyesült Államokban, azon belül Georgia államban található. Megyeszékhelye és legnagyobb városa Cordele. Lakosainak száma 20 128 fő (2020. április 1.). Crisp megye Dooly, Worth, Wilcox, Turner, Lee és Sumter megyékkel határos.

## Népesség
A megye népességének változása:
| Lakosok száma | 23 409 | 23 801 | 23 679 | 23 336 | 22 881 | 20 128 |
|               | 2010   | 2011   | 2012   | 2013   | 2015   | 2020   |